# Giappone ai XII Giochi olimpici invernali
Il Giappone partecipò ai XII Giochi olimpici invernali, svoltisi a Innsbruck, Austria, dal 4 al 15 febbraio 1976, con una delegazione di 58 atleti impegnati in dieci discipline.